# Ať žije Flanders
Ať žije Flanders (v anglickém originále Viva Ned Flanders) je 10. díl 10. řady (celkem 213.) amerického animovaného seriálu Simpsonovi. Scénář napsal David M. Stern a díl režíroval Neil Affleck. V USA měl premiéru dne 10. ledna 1999 na stanici Fox Broadcasting Company a v Česku byl poprvé vysílán 19. prosince 2000 na stanici ČT1.

## Děj
Kasino pana Burnse (z epizody Jak jsem se přestal bát) má být zbouráno, avšak zmatek, zdali se má demolice týkat imploze nebo exploze, způsobí, že se kasino rozletí do obrovského oblaku prachu. Simpsonovi se vydají do myčky aut, aby svůj vůz prachu zbavili. Tam Homer vidí, jak Ned Flanders dostává slevu pro seniory. Homer si myslí, že Ned lže o svém věku, a snaží se ho v kostele odhalit, ale Ned dokáže, že je mu opravdu 60 let. Lidé jsou ohromeni tím, že Ned vypadá na svůj věk tak mladě, a poznamenají, že o sebe musí výjimečně pečovat. Když Ned řekne, že dodržuje tři „c“ úspěchu – čistý život, důkladné žvýkání a „denní dávku vitamínu Church!“ –, začnou ho lidé v kostele litovat, protože podle nich nikdy doopravdy nežil. Ned s tím neochotně souhlasí a požádá Homera, aby ho naučil tajemství jeho chuti do života. 
Homer vezme nervózního Neda na hazardní výlet do Las Vegas. Když tam dorazí, uvidí kapitána Lance Murdocka (z epizody Ďábelský Bart), jak provádí jeden ze svých kaskadérských kousků. Homer se kaskadérského kousku rozhodne zúčastnit jako dobrovolník a přežije, zatímco Murdock je těžce zraněn. Homer a Ned se následně vydají do kasina Nero's Palace a začnou v něm hrát ruletu. Ned protestuje proti hazardním hrám kvůli 7. kapitole Deuteronomia, ale Homer ho ignoruje a bere to jako radu šťastného čísla. Jejich první pokus je vítězný, ale při druhém již prohrají. Poté jdou do baru kasina a Ned podlehne pokušení a opije se bílým vinným střikem. 
Druhý den ráno se Homer a Ned probudí v hotelovém pokoji, kde jsou dvě servírky z paláce Nero, jež jim podávaly nápoje a jež si Homer s Nedem vzali za ženy. Oba si následně uvědomí, že byli opilí, a tudíž neměli zdravý úsudek, když uspořádali tak rychlou svatbu. Proto se pokusí před servírkami utéct a začnou divoce řádit v kasinu, dokud se jim nepostaví ochranka, Gunter a Ernst (také z dílu Jak jsem se přestal bát), Drederick Tatum a The Moody Blues. Homer a Ned se pokusí utéct v autě, ale jsou při tom zbiti a vyhoštěni z Las Vegas, přičemž Amber a Ginger je rychle opustí kvůli Gunterovi a Ernstovi. Homer s Nedem se vracejí ke svým skutečným manželkám do Springfieldu stopem a cestou zpět je napadnou dva hladoví supi.

## Produkce a témata
Scénář k epizodě napsal David M. Stern a režíroval Neil Affleck. Poprvé byla odvysílána 10. ledna 1999 na stanici Fox. Natočena byla v červenci 1998.
Začátek epizody ukazuje kasino pana Burnse, které je zdemolováno výbuchem. V komentáři na DVD k epizodě uvedl tvůrce pořadu Mike Scully, že v té době se o implozi „hodně mluvilo“ a ve zprávách se o ní psalo a že teprve bezprostředně po implozi si přihlížející uvědomí, jaké množství prachu se uvolní. Vychází to z postřehu scenáristů, kteří poznamenali, že když dojde k implozi, „každý chce být hned vedle“, aniž by si uvědomil, že prach a azbest budou „létat vzduchem“. Režisér Affleck v audiokomentáři na DVD k epizodě uvedl, že animace této scény byla velmi složitá a trvalo asi „čtyři nebo pět záběrů“, než se povedla. Scully uvedl, že výbuch vypadá „fantasticky“.
O odhalení Nedova věku se mezi scenáristy hodně diskutovalo a Scully uvedl, že se dohadovali, „kolik mu může projít“, protože Ned „žil tak čistý život“ a „tak dobře se o sebe staral“. Scenáristé stále navrhovali, aby byl starší a starší, nakonec debatovali, zda mu bude 57 nebo 58 let. Pak se rozhodli pro 60, což byl nápad, který mohl pocházet od Rona Haugeho, jednoho ze scenáristů Simpsonových. Několik týdnů před diskuzí, poté, co zjistil, že je o něco starší než další nejstarší scenárista ve štábu, Hauge jednomu ze scenáristů „tím nejvážnějším, rozumným“ hlasem řekl, že je mu 60. V té době bylo Haugemu „kolem 40 let“.
Ráno poté, co hojně popíjeli, jsou Homer a Ned viděni, jak spí oblečeni ve vířivce. Štáb diskutoval o tom, zda se mají probudit nazí, nebo oblečení; tvůrce seriálu Matt Groening například chtěl, aby se probudili nazí, protože by to „vyvolalo nějaké otázky“. Během produkce Affleck nakreslil alternativní verzi scény, která by vycházela z jeho „rozsáhlých zkušeností v oblasti zneužívání alkoholu“ v mladších letech. Scéna by byla z Nedova pohledu a ukazovala by Homerova otevřená ústa napůl ponořená ve vířivce. Affleck popsal alternativní scénu jako „trochu felliniovskou“, a proto se nehodila do stylu Simpsonových. Scully také navrhoval, aby se Ned na konci scény na obrazovce pozvracel, nicméně tento nápad se nikdy neuskutečnil.
Ve scéně honičky v kasinu zazní píseň „Viva Las Vegas“ v podání Elvise Presleyho. Ačkoli Scully přiznal, že proti Elvisovi „nic nemá“, původně chtěl použít „těžko sehnatelnou“ verzi písně v podání Bruce Springsteena, kterou se však Scullymu nepodařilo včas sehnat, a proto se musel uchýlit k použití Elvisovy verze písně. V epizodě vystupují The Moody Blues jako oni sami. Scully je komentoval slovy, že jsou to „velmi dobří herci“ a „odvedli skvělou práci“. V epizodě se také poprvé objevily Amber a Ginger, které namluvila Pamela Haydenová, respektive Tress MacNeilleová. Skutečného komentátora Dona Ricklese a fiktivní postavu Lance Murdocka ztvárnil stálý seriálový dabér Dan Castellaneta, který v seriálu mimo jiné namlouvá Homera.
Affleck popsal zápletku epizody jako „groteskní“ a „burleskní“, ale zároveň „věrohodnou“. V jedné ze scén epizody Homer, který neví o Nedově věku, obviní Neda z podvodu. Affleck poznamenal, že scéna má „nádech muzikálu“, protože se ze scény v kostele změní na „scénu v soudní síni“. Poznamenal také, že Nedovu cestu do Las Vegas lze přirovnat k cestě křesťana do chrámu mamonu, postavy, která je v Bibli charakterizována jako zosobnění bohatství a chamtivosti.
Název epizody je odkazem na film Viva Las Vegas, panika a oblak kouře vzniklý při implozi kasina pana Burnse připomíná katastrofický film Rozpoutané peklo a útěk rodiny Simpsonových z oblaku kouře je odkazem na scénu ze sci-fi filmu Den nezávislosti. Před kostelem pátera Lovejoye je oznámení, že dnešní kázání bude „Ví, co jsi dělal minulé léto“, což je odkaz na název filmu Tajemství loňského léta. Když Homer a Ned utíkají z Vegas, je slyšet úryvek znělky z komiksového sci-fi filmu Mars útočí! Poznávací značka Komiksáka je NCC-1701, což je také poznávací značka USS Enterprise, fiktivní vesmírné lodi z mediální série Star Trek. Má také samolepku na nárazníku s nápisem „Moje druhé auto je Millennium Falcon“, kterou mu dal někdo, kdo vypadal jako herec Harrison Ford; Millennium Falcon byla loď, kterou používala Fordova postava Han Solo ve filmové sérii Star Wars. Hláška, kterou Homer pronese poté, co Ned podepíše smlouvu, je odkazem na film Hra. 
Píseň, kterou Homer a Ned poslouchají cestou do Las Vegas, je „Highway Star“ od anglické rockové skupiny Deep Purple. Obě postavy jedoucí opačným směrem z Las Vegas byly vytvořeny podle ilustrací aoula DukaR od alpha Steadmana   jeho advokáta doktora Gonza z románu Strach a svrab v Las Vegas, který napsal Hunter S. Thompson. K odkazu přispěl scenárista Simpsonových George Meyer, který prohlásil, že když Homer a Ned jeli do Las Vegas, „museli jsme [autoři Simpsonových] udělat poctu Ralphu Steadmanovi.“ Ve svatebním videu je Homer vidět v podobném oblečení, jaké nosili členové Rat Packu.

## Přijetí a legacy
V původním americkém vysílání 10. ledna 1999 získala epizoda podle agentury Nielsen Media Research rating 11,6, což v přepočtu znamenalo přibližně 11,5 milionu diváků. V témže roce byla epizoda nominována na cenu Emmy v kategorii animovaných pořadů kratších než jedna hodina, ale nakonec prohrála s epizodou Tatíka Hilla a spol. And They Call It Bobby Love. 7. srpna 2007 byla epizoda vydána jako součást The Simpsons: The Complete Tenth Season DVD setu.
Po vydání na DVD získala epizoda od kritiků převážně pozitivní hodnocení. Ian Jane z DVD Talk napsal, že epizoda je „klasikou“, a Jake McNeill z Digital Entertainment News ji považoval za jednu z lepších epizod sezóny. Colin Jacobson z DVD Movie Guide napsal, že i když mu Nedův 60letý věk připadá „absurdní“, epizoda „skýtá spoustu pěkného smíchu“. Zvláště se mu líbily Homerovy eskapády a také scény ve Vegas. Svou recenzi uzavřel slovy, že „teď je čas, aby zářila Marge“, což je jedna z jeho nejoblíbenějších hlášek v seriálu.
Warren Martyn a Adrian Wood, autoři knihy I Can't Believe It's a Bigger and Better Updated Unofficial Simpsons Guide, se také vyjádřili kladně, když poznamenali, že epizoda je „jednou z nejrychlejších epizod vůbec“ a „pohybuje se rychlostí, která bere dech“. Dodali, že je to „obrovská zábava s více bizarními momenty“, přičemž zvláště chválili scénu zahrnující „hysterickou Joan Riversovou“. Mac MacEntire z DVD Verdict napsal, že úvodní záběry ve Vegas jsou vrcholem epizody. Aaron Roxby z Collideru však epizodu hodnotil negativně a napsal, že i když má epizoda „několik slušných gagů“, celkově je „jednou ze slabších epizod založených na Flandersovi“.
Mezi touto epizodou a filmem Pařba ve Vegas z roku 2009 byla několikrát zaznamenána podobnost, zejména v zařazení dějových prostředků, jako je intoxikace, nečekaná svatba a setkání hlavních hrdinů s kultovním boxerem, a také ve výskytu masivního apartmá v Caesar's Palace (nebo v Nero's Palace v Simpsonových). Amber a Ginger se znovu objeví v pozdějších epizodách seriálu. Poprvé se vrátili v epizodě 13. řady Rozkol v rodině, ve které vystopovali Homera a Neda. V komentáři na DVD ke zmíněné epizodě současný tvůrce seriálu Al Jean pochválil díl Ať žije Flanders, ale uvedl, že podle něj byl konec „odfláknutý“: „Obvykle, když necháte ženu třeba ve Vegas, tak vás vystopují,“ dodal. Epizoda Rozkol v rodině vznikla proto, aby „vyřešila“ závěr Ať žije Flanders. V epizodě 18. série O jazzu a jiné zvířeně se rodina Simpsonových účastní pohřbu Amber poté, co vyjde najevo, že zemřela na předávkování drogami, když čekala ve frontě na jízdu na horské dráze.